# Сан-Коломбано-Бельмонте
Сан-Коломбано-Бельмонте (итал. San Colombano Belmonte) — коммуна в Италии, располагается в регионе Пьемонт, в провинции Турин.
Население составляет 361 человек (2008 г.), плотность населения составляет 120 чел./км². Занимает площадь 3 км². Почтовый индекс — 10080. Телефонный код — 0124.
Покровителями коммуны почитаются святой Колумбан и святой Грат Аостский, празднование в последнее воскресение августа.

## Демография
Динамика населения:

## Администрация коммуны
- Официальный сайт: http://www.comune.sancolombanobelmonte.to.it/